# Юджинія Чарлз
Мері Юджинія Чарлз (англ. Mary Eugenia Charles; 15 травня 1919 — 6 вересня 2005) — домінікська політична діячка, прем'єр-міністерка країни з липня 1980 до червня 1995 року. Перша жінка-глава уряду в країнах Карибського басейну та перша жінка у Північній Америці, яка стала прем'єр-міністром після перемоги своєї партії на виборах.

## Життєпис
Здобувала освіту в університетах Лондона й Торонто. У 1960-х почала займатись політичною діяльністю, виступаючи проти обмежень свободи преси. На початку 1970-их стала однією з засновників Домінікської партії свободи та її лідеркою. 1970 року обрана депутаткою місцевого парламенту, а 1975 року очолила опозицію. Програма партії була консервативною, але включала підтримку соціальних програм, боротьбу з корупцією та розвиток правових свобод у країні.
Невдовзі після того, як 1979 року Домініка отримала незалежність від Великої Британії, Партія свободи під керівництвом Чарлз перемогла на парламентських виборах. Значної відомості Чарлз набула 1983 року, коли під час американського вторгнення у Гренаду як голова Організації Східнокарибських держав підтримала США та зустрічалась із Рональдом Рейганом.
У 1980–1990 роках обіймала також посаду міністра закордонних справ. За свою безкомпромісну позицію отримала прізвисько Залізна леді Карибського басейну. 
1995 року Чарлз вийшла у відставку з усіх постів. Невдовзі після цього її партія програла вибори.
1992 Юджинія Чарлз отримала лицарське звання. 
Була неодруженою, дітей не мала.
Померла від післяопераційних ускладнень 2005 року.